# Ctenoplusia perispomena
Ctenoplusia perispomena là một loài bướm đêm trong họ Noctuidae.